# Выброс (фигурное катание)

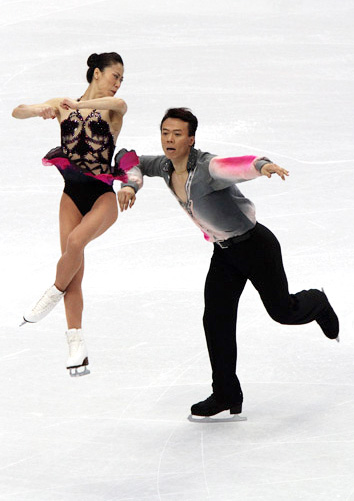
Чжао Хунбо «выбрасывает» Шэнь Сюэ в короткой программе на Олимпийских играх 2010 года.

Выброс — прыжок с помощью партнёра, в котором партнёрша бросается партнёром в воздух на отрыве и приземляется без помощи партнёра на заднее наружное ребро. Является обязательным элементом в парном фигурном катании.
Это один из наиболее травмоопасных элементов парного катания: сотрясения мозга, вызванные падениями с поддержек и выбросов, составляют до 33 % от общих травм.

## Типы выбросов
Выбросы классифицируются:
- По способу отталкивания различают выбросы: аксель, лутц, сальхов, тулуп, ритбергер, флип. Наиболее распространены выбросы тройной риттбергер и тройной сальхов[3].
- Согласно хвату партнера во время броска партнерши.
- По количеству оборотов в воздухе различают одинарный, двойной, тройной и четверной выбросы.

## Структура выброса
Фазовая структура выбросов аналогична подкруткам, но есть свои особенности: разбег, подготовка к отталкиванию, отталкивание партнерши, полет её в воздухе в группировке, разгруппировка партнерши, приземление и выезд обоих партнеров.

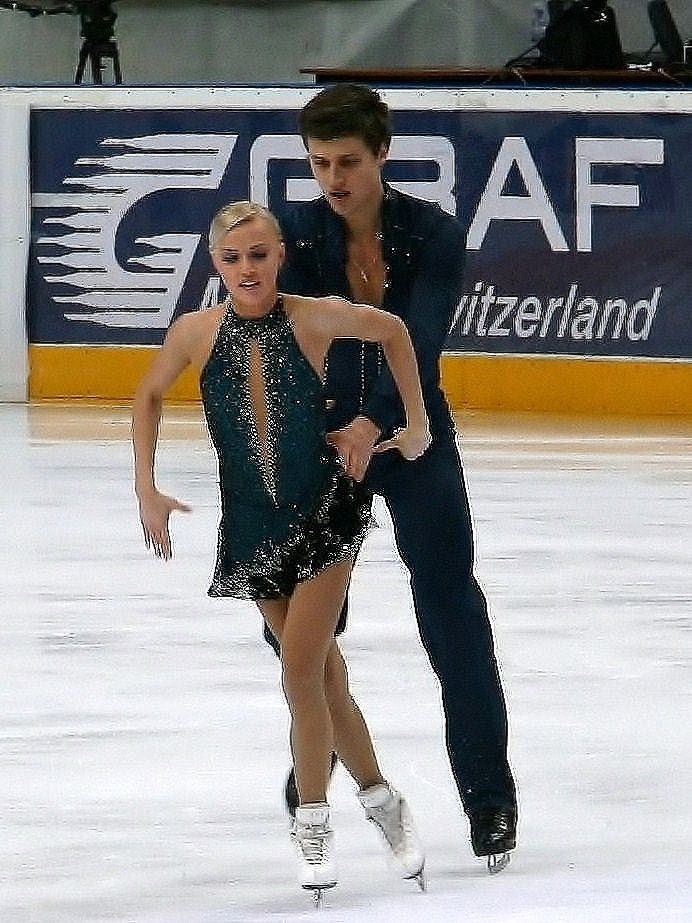
Подготовка к отталкиванию
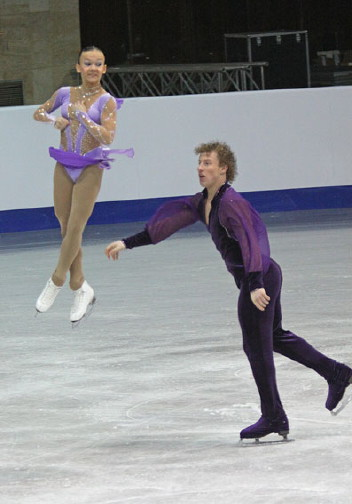
Полёт партнёрши в воздухе в группировке
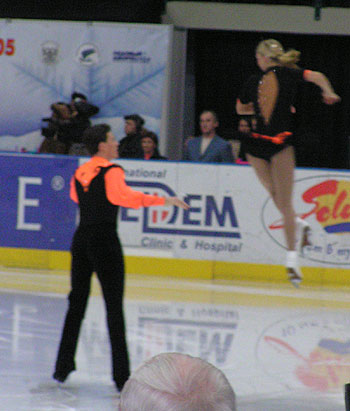
Разгруппировка партнерши
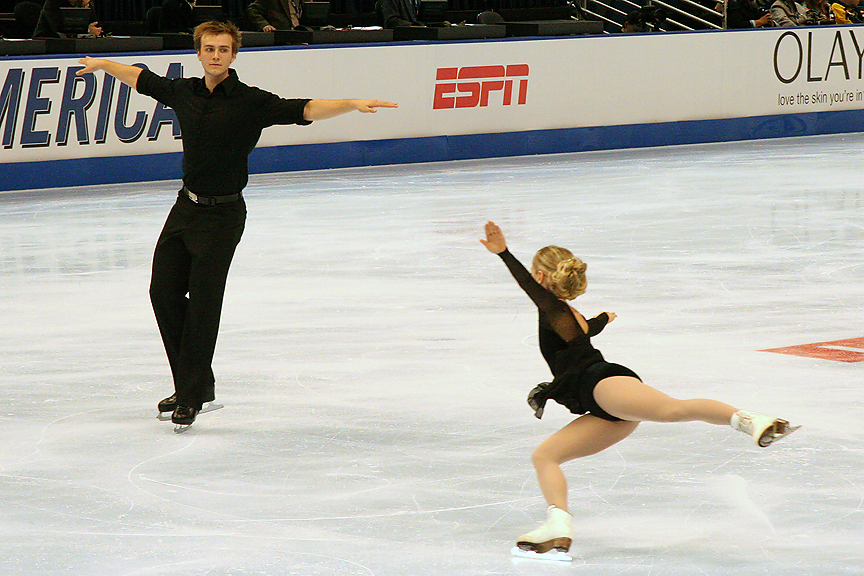
Приземление и выезд

## История
Выброс первыми в середине 1960-х исполнили брат и сестра Кауфманн, это был выброс одинарный аксель (после чего долгие годы выброс аксель называли «кауфманн»). На Олимпиаде-68 элемент исполнили также советские фигуристы Т. Жук — А. Горелик, и Х. Штайнер — Х.-У. Вальтер (ГДР). Первый выброс двойной аксель (в декабре 1971 в Москве), а несколько позже и тройной выброс исполнили фигуристы из ГДР Мануэла Гросс и Уве Кагельман. В числе первых тройной выброс исполняли в 1978—79 также советские фигуристы Юлия и Ардо Ренник, Жанна Ильина и Александр Власов. Первенство в четверном выбросе (сальхове) принадлежит американским фигуристам Тиффани Вайз и Дереку Тренту (2007 год).